# Desa Kajen (administrativ by i Indonesien, lat -7,04, long 109,15)
Desa Kajen är en administrativ by i Indonesien.   Den ligger i provinsen Jawa Tengah, i den västra delen av landet, 270 km öster om huvudstaden Jakarta.